# Marian de Martinbos
Marian de Martinbos (né à une date inconnue – mort le 28 avril 1614 à Jumièges, Seine-Maritime) est un religieux français, qui fut, de 1607 à 1614, le 73e abbé de Jumièges.

## Biographie
Marian de Martinbos était chanoine de Rouen. Il fut député pour le clergé du diocèse de Rouen, aux États de Blois, en 1576. Il fut nommé syndic du clergé dudit diocèse le 4 février 1568. Il avait été promoteur de la cour ecclésiastique, curé d'Avesnes et prieur de Beaumont-le-Roger. Il possédait la seigneurie du Busc.
À la mort de l'abbé de Courtenay, le 72e abbé de Jumièges, en 1607,  Charles de Bourbon, comte de Soissons, qui jouissait, depuis douze ans, des revenus de la mense abbatiale, choisit Marian de Martinbos, conseiller clerc au parlement de Rouen, chanoine, chancelier de l'Église métropolitaine, et abbé de Saint-Michel-en-l'Herm, pour lui succéder. Le nouvel abbé prit possession de l'abbaye de Jumièges, au commencement de juillet de l'an 1607, en vertu des bulles de Rome qui lui avaient été expédiées le 21 juin par l'official de Paris.
Ses manières polies lui gagnèrent presque tous les religieux et principalement Dom Toussaint de Marseille, prieur claustral, pour lequel il avait une singulière affection. Il le fit même son vicaire général l'année suivante ; mais ils se brouillèrent, peu de temps après, à l'occasion d'un différend au sujet du fief des Belles, que l'abbé voulait vendre à M. de Motteville pour rembourser une dette que son prédécesseur avait contractée en 1604.
Marian de Martinbos mourut le 28 avril 1614, après avoir fait détruire l'ancien réfectoire du prieuré de Jouy, et perdu un procès au parlement de Rouen contre les religieux, au sujet de 2 000 bottes de foin dont le cardinal de Bourbon leur avait fait remise en 1577. On lui attribue la construction des caves qui sont le long de l'église Saint-Pierre, et de quelques autres édifices à l'entrée de la vigne, qui ont porté son nom tant qu'il a subsisté.